# Ілляшук Михайло Миколайович
Миха́йло Микола́йович Ілляшу́к (1979-2015) — старший сержант Збройних сил України, учасник російсько-української війни.

## Біографія
Народився Михайло Ілляшук у селі Свійчів Володимир-Волинського району. З 1998 року служив за контрактом у 1-й радіотехнічній бригаді. Проживав разом із сім'єю у Володимирі-Волинському. Разом зі своїм підрозділом виконував бойові завдання на сході України. 10 лютого 2015 року Михайло Ілляшук загинув під час вчиненого проросійськими терористами обстрілу аеродрому неподалік міста Краматорська. Тоді ж загинули Євген Бушнін, Володимир Глубоков,Віктор Дев'яткін, Володимир Довганюк, Денис Жембровський, Сергій Хаустович, Ігор Шевченко, Сергій Шмерецький.
Вдома у загиблого героя залишилися батьки-пенсіонери, дружина та син-п'ятикласник.
Похований Михайло Ілляшук у рідному селі Свійчів.

## Нагороди
15 травня 2015 року — за особисту мужність і героїзм, виявлені у захисті державного суверенітету та територіальної цілісності України, вірність військовій присязі під час російсько-української війни, відзначений — нагороджений орденом «За мужність» III ступеня (посмертно).

## Вшанування пам'яті
24 квітня 2014 року Володимир-Волинська міська рада посмертно нагородила Михайла Ілляшука почесною відзнакою «За заслуги перед містом Володимир-Волинський» та разом із іншими загиблими в АТО військовослужбовцями, які були жителями міста Володимира-Волинського, присвоїла полеглому воїну звання «Почесний громадянин міста Володимира-Волинського». 22 квітня 2015 року в Слов'янському парку Володимира-Волинського була закладена Алея Слави на пошанування земляків, які загинули на сході України під час проведення антитерористичної операції. Студенти Володимир-Волинського агротехнічного коледжу висадили в парку 8 дубів на згадку про загиблих жителів міста — Віктора Хмелецького, Леоніда Полінкевича, Ігоря Упорова, Олександра Максименка, Василя Спасьонова, Дмитра Головіна, Дмитра Колєснікова та Михайла Ілляшука.
У вересні 2015 року на сесії Володимир-Волинської міської ради прийнято рішення назвати іменем Михайла Ілляшука новозбудовану вулицю в районі колишнього цегельного заводу.
3 грудня 2015-го у селі Свійчів відбулося урочисте відкриття меморіальної дошки та пам'ятне віче чести Героя Михайла Ілляшука.
8 грудня 2015 року в приміщенні центрального корпусу Володимир-Волинського агротехнічного коледжу було урочисто відкрито та освячено меморіальну дошку на честь Михайла Ілляшука.